# Jarosław Sienkiewicz
Jarosław Sienkiewicz (ur. 28 stycznia 1950 w Wilnie, zm. 22 października 1992 w Jastrzębiu-Zdroju) – polski ekonomista, działacz „Solidarności”, sygnatariusz Porozumień jastrzębskich, dyrektor górniczy II stopnia.

## Życiorys
Syn Czesława, inżyniera elektroenergetyka i Emmy z Chrapowickich. Jego ojciec w czasie drugiej wojny światowej był więziony w obozach sowieckich. W 1957 roku Sienkiewiczowie otrzymali zgodę na repatriację i osiedlili się w Tarnowie, gdzie w 1967 roku zdał maturę w Liceum Ogólnokształcącym nr 4.
Po zwolnieniu ze służby wojskowej, ze względu na chorobę serca, w latach 1969–73 pracował w Krakowskiej Fabryce Kabli, studiując równocześnie zaocznie w Wyższej Szkole Ekonomicznej w Krakowie, gdzie 30 października 1974 uzyskał dyplom I stopnia z tytułem dyplomowanego ekonomisty. Od końca 1970 roku był członkiem Polskiej Zjednoczonej Partii Robotniczej i Związku Zawodowego Górników. W latach 1974–75 pracował, jako asystent ekonomiczny w Kopalni Węgla Kamiennego „Borynia” w Jastrzębiu, 1975–8 był starszym inspektorem ekonomicznym w KWK „Świerklany”, a od 1978 do 84 kierował Działem Planowania Inwestycji w KWK „Borynia”.
29 sierpnia 1980 roku został wybrany na przewodniczącego Komitetu Strajkowego kopalni „Borynia”. Jako delegat tej kopalni wszedł do Międzyzakładowego Komitetu Strajkowego (MKS), działającego na terenie jastrzębskiej kopalni „Manifest Lipcowy” i został jego przewodniczącym. Nad ranem 4 września, wraz z przedstawicielem rządu Aleksandrem Kopciem, podpisał datowane na dzień poprzedni Porozumienia jastrzębskie, odnoszące się głównie do problemów społeczno-gospodarczych,
Po przekształceniu się MKS w Międzyzakładową Komisję Robotniczą (MKR), występującą jako Komitet Założycielski Niezależnego Samorządnego Związku Zawodowego „Solidarność”, Sienkiewicz został przewodniczącym największej w kraju organizacji związkowej „Solidarności” liczącej ponad 3 miliony członków. 22 września 1980 wszedł w skład Komisji Porozumiewawczej powołanej w Gdańsku, reprezentującej cały związek oraz jego KZ NSZZ „Solidarność”. Uchwałą Rady Państwa PRL powołano Sienkiewicza 23 listopada 1980 roku w skład Zespołu do Opracowania Projektu Ustawy o Związkach Zawodowych.
Oskarżany o współpracę z władzami i działalność dywersyjną w „Solidarności”, 8 stycznia 1981 złożył rezygnację z funkcji przewodniczącego, która decyzją Zakładowych Komitetów Założycielskich (ZKZ) i Zakładowych Komisji Robotniczych (ZKR) regionu jastrzębskiego nie została przyjęta. 26 stycznia 1981 opublikował w prasie List otwarty do wszystkich członków NSZZ „Solidarność”, w którym informował o rezygnacji z funkcji związkowej z powodu przykrości, jakie spotykają go jako członka PZPR ze strony „Solidarności”. Mimo kampanii pomówień i oskarżeń o współpracę ze Służbą Bezpieczeństwa został delegatem Oddziału Administracji KWK „Borynia” oraz delegatem na wybory do Zarządu Regionu. Jednakże plenum Zakładowej Komisji Pracowniczej (ZKP) NSZZ „Solidarność” przy KWK „Borynia”, które odbyło się 9 marca 1981, zakazało mu reprezentowania organizacji związkowej kopalni, w wyniku czego 16 marca 1981 zrezygnował z mandatów.
W grudniu 1981 Sienkiewicz poparł wprowadzenie stanu wojennego. Należał do dwunastoosobowej grupy założycielskiej Patriotycznego Ruchu Odrodzenia Narodowego. Brał udział w I Kongresie tej organizacji. Decyzją nr 11 prezesa Rady Ministrów z 30 listopada 1982 został jednym z 11 członków Komisji do Spraw Zarządu Majątkiem Związków Zawodowych.
W roku akademickim 1982/83 podjął w Wyższej Szkole Nauk Społecznych przy Komitecie Centralnym PZPR jednosemestralne studia podyplomowe w zakresie nauk politycznych, które ukończył 18 lutego 1983. 4 grudnia 1984 został mianowany przez ministra górnictwa i energetyki dyrektorem górniczym II stopnia. W roku 1988 został radnym WRN w Katowicach. 15 września 1990 został odwołany ze stanowiska zastępcy dyrektora KWK „Krupiński” w Suszcu.
W sprawie powtarzających się, między innymi w książce Edwarda Gierka „Przerwana dekada” pomówień o współpracę ze Służbą Bezpieczeństwa 23 czerwca 1990 między pełnomocnikiem wydawcy – Polskiej Oficyny Wydawniczej BGW w Warszawie a pełnomocnikiem Sienkiewicza zawarto ugodę, iż w prasie zostanie wyrażone przez Edwarda Gierka i Janusza Rolickiego ubolewanie (nie zostało opublikowane) z powodu informacji o współpracy Sienkiewicza z SB.
Był odznaczony Srebrnym Krzyżem Zasługi, Medalem 40-lecia Polski Ludowej, brązową odznaką „Zasłużony dla górnictwa PRL”.
Zmarł na zawał przegrody międzykomorowej i został pochowany na cmentarzu Parafialnym przy parafii Najświętszego Serca Jezusowego w Jastrzębiu-Zdroju.